# メチオニントランスアミナーゼ
メチオニントランスアミナーゼ(Methionine transaminase、EC 2.6.1.88)は、系統名をL-メチオニン:2-オキソ-酸 アミノトランスフェラーゼ(L-methionine:2-oxo-acid aminotransferase)という酵素である。以下の化学反応を触媒する。
L-メチオニン + 2-オキソカルボン酸{\displaystyle \rightleftharpoons }2-オキソ-4-メチルチオブタン酸 + L-アミノ酸
この酵素は、L-メチオニンで最も活性が高い。